# 가쿠다시
가쿠다시(일본어: 角田市)는 일본 미야기현 남부에 있는 시이다.

## 지리
미야기현 남부에 위치한다. 시의 동서로 산지가 있고 남쪽에서 북쪽을 향해 아부쿠마강이 흐른다.

## 역사
- 1869년 - 시로이시현이 놓였다가 11월에 가쿠다현으로 개칭하였다.
- 1871년 - 가쿠다현이 센다이현에 통합되었다.
- 1889년 4월 1일 - 정촌제 시행과 함께 이구군 가쿠다정이 놓였다.
- 1954년 10월 1일 - 가쿠다정, 이구군 에다노촌, 후지오촌, 히가시네촌, 사쿠라촌, 기타고촌, 니시네촌이 합병해 가쿠다정이 되었다.
- 1958년 10월 1일 - 시로 승격하였다.

## 교통

### 철도
- 아부쿠마 급행 아부쿠마 급행선

### 도로
- 국도 113호선
- 국도 349호선

## 인구
| 연도 | 인구   | ±%     |
| ---- | ------ | ------ |
| 1920 | 26,232 | —      |
| 1930 | 28,839 | +9.9%  |
| 1940 | 30,236 | +4.8%  |
| 1950 | 37,376 | +23.6% |
| 1960 | 34,497 | −7.7%  |
| 1970 | 31,170 | −9.6%  |
| 1980 | 33,731 | +8.2%  |
| 1990 | 35,431 | +5.0%  |
| 2000 | 33,199 | −6.3%  |
| 2010 | 31,336 | −5.6%  |

## 자매 도시
- 일본 후쿠시마현 이시카와정
- 일본 홋카이도 구리야마정
- 미국 인디애나주 그린필드